# 당신이 있으니까 (코마츠 미호의 노래)
〈당신이 있으니까〉(일본어: あなたがいるから 아나타가이루카라[*])는 코마츠 미호의 10번째 싱글이다.

## 개요
- 이 작품부터 6번째 음반 《코마츠 미호 6th ~꽃이 가득한 들판~》까지는 후루이 히로히토의 노래 프로듀스를 떠나서 노래 제작을 하는 것이 된다. 또, 7번째 싱글 〈이별의 조각〉에서 이 작품부터 맥시 싱글 사양으로 돌아가고 있다.
- 〈당신이 있으니까〉, 〈그대의 눈동자에는 비치지 않아〉, 〈Love gone〉과, 싱글 연애 3부작이라는 주제로 발매된 제1탄 작품이며, 4번째 음반 《코마츠 미호 4: A thousand feelings》의 캐치코피인 “과거의 사랑, 현재의 사랑, 미래의 사랑이 여기에 있습니다. ” 중에서 “현재의 사랑”에 위치하는 노래이다.
- 〈당신이 있으니까〉의 PV는 싱글로는 처음으로 자신이 가창하는 장면이 담겨졌다. 촬영은 효고현 고베시 주오구의 다이마루 백화점 고베점의 점외 벤치나, 신코베역 부근의 교회가 찍혀있다.

## 수록곡
| #  | 제목                                   | 작사·작곡   | 편곡 | 재생 시간 |
| -- | -------------------------------------- | ----------- | ---- | --------- |
| 1. | 〈당신이 있으니까〉 (あなたがいるから) | 코마츠 미호 |      |           |
| 2. | 〈슬픈 사랑〉 (哀しい恋)               |             |      |           |
| 3. | 〈As (everyplace ver.)〉               | 코마츠 미호 |      |           |
| 4. | 〈당신이 있으니까〉 (instrumental)     |             |      |           |

## 미디어에서의 사용
당신이 있으니까
- 전국 도호계 개봉 극장판 애니메이션 영화 《명탐정 코난: 눈동자 속의 암살자》 주제가